# Pèrche. 44 date in fila per tre col resto di due
Pèrche. 44 date in fila per tre col resto di due è un album live del gruppo folk Folkabbestia, pubblicato nel 2005.

## Tracce
1. Pèrche – 3:43
2. Un altro giorno – 4:03
3. Canzone d'amore – 3:49
4. Et porquoi – 2:33
5. Alla manifestazione – 3:42
6. Le vie del folk – 3:04
7. Cicce Pe – 4:35
8. Stayla Lollo Manna – 3:48
9. La festa di Gigin – 4:16
10. Il castello ottagonale – 3:46
11. Il sabato del villaggio – 3:56
12. Tarantella della buona ventura – 2:34
13. Volesse addeventare nu brigante – 4:42
14. Tambureddu – 4:02
15. La fuga in fa – 4:00
16. Breve saggio filosofico sul senso della vita – 5:01
17. Azzurro – 3:09
18. Tammuriata a mare nero – 6:04
19. U' frikkettone – 5:16